# Pierre Janssen
Pierre Jules César Janssen [pjér žyl sézar žansen] (22. února 1824 Paříž – 23. prosince 1907 Meudon), ve Francii obvykle Jules Janssen, byl francouzský fyzik a astronom, člen Francouzské akademie věd, průkopník spektroskopie a astrofyziky a spoluobjevitel prvku helium.

## Život
Po úrazu v dětství silně kulhal. Po studiu matematiky a fyziky učil na pařížském gymnáziu a škole architektury, věnoval se ale hlavně fyzikálním zkoumáním. Roku 1857 byl vyslán do Peru, aby zjistil magnetický rovník, roku 1859 doprovázel přírodovědce A. Grandidiera na jeho cestě kolem světa, po půl roce se však musel ze zdravotních důvodů vrátit. 1863 prokázal, že Měsíc nemá atmosféru, a 1867, že atmosféra Marsu obsahuje vodní páru. Roku 1864 prokázal, že „telurické“ spektrální čáry ve slunečním spektru vznikají absorpčním působením vodní páry v zemské atmosféře. Zúčastnil se šesti výprav k pozorování zatmění Slunce a dvou výprav na pozorování přechodu Venuše. Roku 1868 našel způsob, jak pozorovat sluneční koronu i mimo zatmění a v jejím spektru našel čáry, které neodpovídaly žádnému ze známých prvků. Oznámil proto pravděpodobný objev nového prvku, což vzbudilo velké pobouření, současně však Janssenovo pozorování potvrdil britský astronom N. J. Lockeyer, který pro hypotetický prvek navrhl název helium (z řec. helios, Slunce).

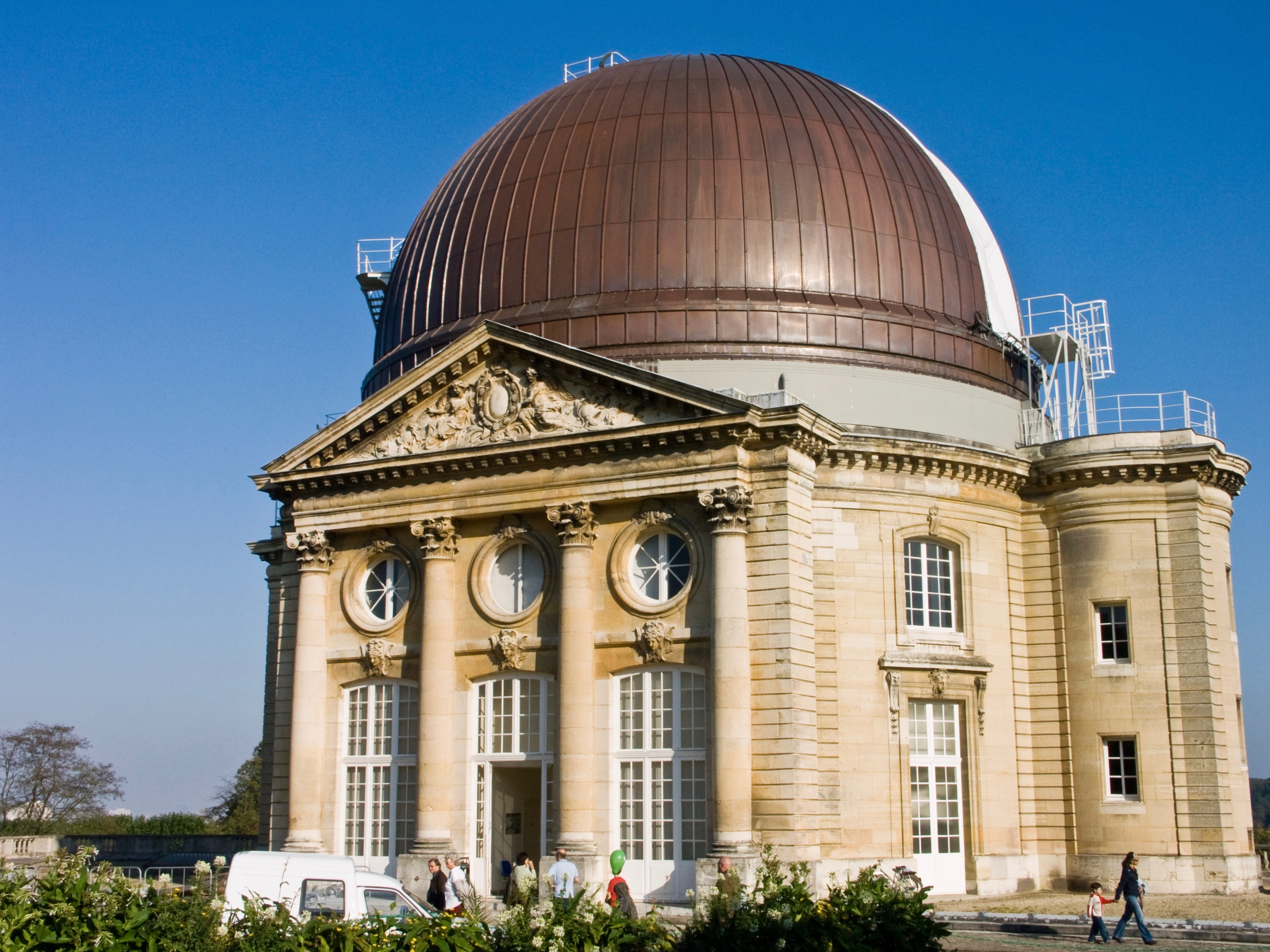
Původní budova hvězdárny v Meudonu

Roku 1874 zkonstruoval „fotorevolver“, aby mohl fotografovat přechod Venuše přes sluneční kotouč. Roku 1875 byla z jeho podnětu založena observatoř v Meudonu u Paříže a stal se jejím prvním ředitelem. Zde se od následujícího roku provádělo systematické fotografování Slunce a album 6000 fotografií vyšlo roku 1904. Janssen se snažil zjistit, zda Slunce obsahuje kyslík, tomu však překáží absorpce v zemské atmosféře. Proto prováděl měření na Pic du Midi de Bigorre v Pyrenejích a od roku 1888 celkem třikrát vystoupil na Mont Blanc v Alpách, až se mu tam 1893 podařilo založit observatoř, kde sám ve svých 69 letech několik dní pozoroval. Je pohřben na hřbitově Pere Lachaise v Paříži.

## Ocenění
Roku 1872 byl zvolen členem Academia dei lintei v Římě a roku 1873 členem Francouzské akademie věd. Byl rytířem řádu Čestné legie a zahraničním členem Royal Society v Londýně. Francouzská astronomická společnost uděluje od roku 1897 Janssenovu cenu. Krátery na Měsíci a na Marsu nesou jeho jméno.